# Висока (Кырджалийская область)
Висока (болг. Висока) — село в Болгарии. Находится в Кырджалийской области, входит в общину Кырджали. Население составляет 2 человека.

## Политическая ситуация
В местном кметстве Ненково, в состав которого входит Висока, должность кмета (старосты) исполняет Ергюн Нешед Мехмед (Движение за права и свободы (ДПС)) по результатам выборов.
Кмет (мэр) общины Кырджали — Хасан Азис (Движение за права и свободы (ДПС)) по результатам выборов.